# Юзеф Браун
Юзеф Браун Т. І. (також Джозеф Браун, пол. Józef Brown (Braun); 1 червня 1801, Санкт-Петербург — 31 грудня 1879, Краків) — церковний і освітній діяч, священик-єзуїт, історик, бібліограф, провінціал Галицької провінції Товариства Ісуса в 1854—1866 роках.

## Життєпис
Народився 1 червня 1801 року в Санкт-Петербурзі в сім'ї англійця й італійки. До Товариства Ісуса вступив 6 серпня 1817 року в Пуші. Після вигнання єзуїтів з Російської Імперії в 1820 році, деякий час перебував у Феррарі, а тоді прибув до Галичини. Вивчав філософію в колегії єзуїтів у Тернополі (1822—1824), богослов'я в Старій Весі (1824—1826) і Тинці (1826—1828). Висвячений на священика 1828 року в Перемишлі. Професор гуманістики в Тернополі (1828—1830 i 1832—1833), історії Церкви в Тинці (1830—1831) і філософії в Тернополі (1833—1835). Упродовж 1838—1843 років був ректором єзуїтської колегії в Тернополі, потім префектом студій і професором богослов'я в Новому Санчі (1843—1844), префектом гімназії і професором загальної історії в Тернополі (1844—1846). Префект студій (1846—1847), ректор колегії і шляхетського конвікту та професор загальної історії у Львові (1847—1848).
У період після «весни народів», коли австрійська влада тимчасово ліквідувала єзуїтів (1848—1852), перебував у Львові в Сестер Серця Ісусового, працював над бібліографією польських єзуїтів. 1853 року брав участь у Генеральній Конгрегації Ордену в Римі, де мав нагоду поповнити бібліографію. 1854—1866 роки — провінціал Галицької провінції Товариства Ісуса, потім — настоятель у Львові (1866—1870), прокуратор провінції і префект бібліотеки в Кракові (1871—1879).

## Праці
Автор бібліографії польських і литовських єзуїтів під назвою «Biblioteka pisarzów assystencyi polskiej Towarzystwa Jezusowego [Архівовано 21 березня 2017 у Wayback Machine.]» (Познань 1862) та багатьох статей. Постачав бельгійському єзуїтові Августину де Бакерові матеріали до загальної бібліографії ордену: «Bibliothèque de la Compagnie de Jésus» (t. 1-7, 1853—1861). Залишив у рукописі історію єзуїтів у Білорусі та Галичині.

## Зауваги
1. ↑  Нині село в Резекненському краї, Латвія. До 1819 року там був новіціат єзуїтів.
2. ↑  Тинєц — село біля Кракова, від 1973 року в межах міста (район Дембники). У 1826—1831 роках у побенедиктинському монастирі діяла колегія єзуїтів.